# Forward Madison FC
Il Forward Madison FC, conosciuto più semplicemente come Forward Madison, è un club calcistico professionistico statunitense con base a Madison, nel Wisconsin, e che disputa le proprie partite casalinghe presso il Breese Stevens Field, impianto da 5.000 posti a sedere.
Attualmente milita nella USL League One, terza divisione del calcio statunitense.

## Storia
Nel gennaio del 2018, la società Big Top Events, che aveva gestito il Breese Stevens Field dal 2015, annunciò di aver intenzione di fondare un cub di calcio da far debuttare nel 2019. Il 15 maggio dello stesso anno, la città di Madison siglò un nuovo accordo di concessione dello stadio alla società della durata di dieci anni e, assieme ad esso, un investimento di 1,3 milioni di dollari nella ristrutturazione dell'impianto, che avrebbe portato lo stesso a raggiungere la capienza di 5.000 posti. A seguito di questa notizia, due giorni dopo, il club è stato annunciato come quarto membro fondatore della neonata USL League One, lega di terza divisione, la quale sarebbe partita l'anno successivo.
A giugno del 2018, la società fece partire un concorso che permetteva ai tifosi di fornire le proprie idee per il nome della squadra, il quale fu poi annunciato assieme al logo il 18 novembre 2018. Forward, il nome scelto per il club, è anche il motto dello stato del Wisconsin. Il fenicottero è stato invece scelto come simbolo della squadra per la decennale tradizione di fenicotteri rosa di plastica presente nella città di Madison.
Il 7 dicembre, il club annunciò un accordo di affiliazione della durata di un anno con il Minnesota United, club di Major League Soccer.
L'esordio ufficiale del Forward Madison arrivò il 6 aprile 2019 sul campo dei Chattanooga Red Wolves. Pur venendo sconfitto al debutto per 1-0, nel suo primo anno di professionismo, il club è stato in grado di raggiungere i playoff, venendo tuttavia eliminato in semifinale dai futuri campioni del North Texas con il risultato di 2-0.
Il 5 marzo del 2020 il Forward Madison ha annunciato di aver raggiunto un accordo di affiliazione della durata di un anno con il Chicago Fire, altro club di MLS.

## Palmarès

### Piazzamenti
- Coppa USL:

Secondo posto: 2024